# (6646) Churanta
(6646) Churanta es un asteroide que forma parte del Cinturón de asteroides y fue descubierto por Eleanor F. Helin, el 14 de febrero de 1991, desde el observatorio del Monte Palomar, Estados Unidos.

## Designación y nombre
Churanta se designó inicialmente como 1991 CA3. Más adelante, en 2001, fue nombrado así por Antonina Mikhailovna Churyumova (1907-2003) quien fue la madre del astrónomo Klim Churyumov. Poeta con participación activa en asuntos públicos en Ucrania, tuvo otros siete hijos.

## Características orbitales
Churanta está situado a una distancia media de 1,925 ua del Sol, pudiendo alejarse hasta 2,118 ua y acercarse hasta 1,732 ua. Tiene una excentricidad de 0,100 y una inclinación orbital de 17,586 grados. Emplea 975,56 días en completar una órbita alrededor del Sol.
Pertenece a la familia de asteroides de (434) Hungaria.

## Características físicas
La magnitud absoluta de Churanta es 14,63. Tiene 1,920 km de diámetro y su albedo se estima en 1,000.